# Aleksandras Spruogis

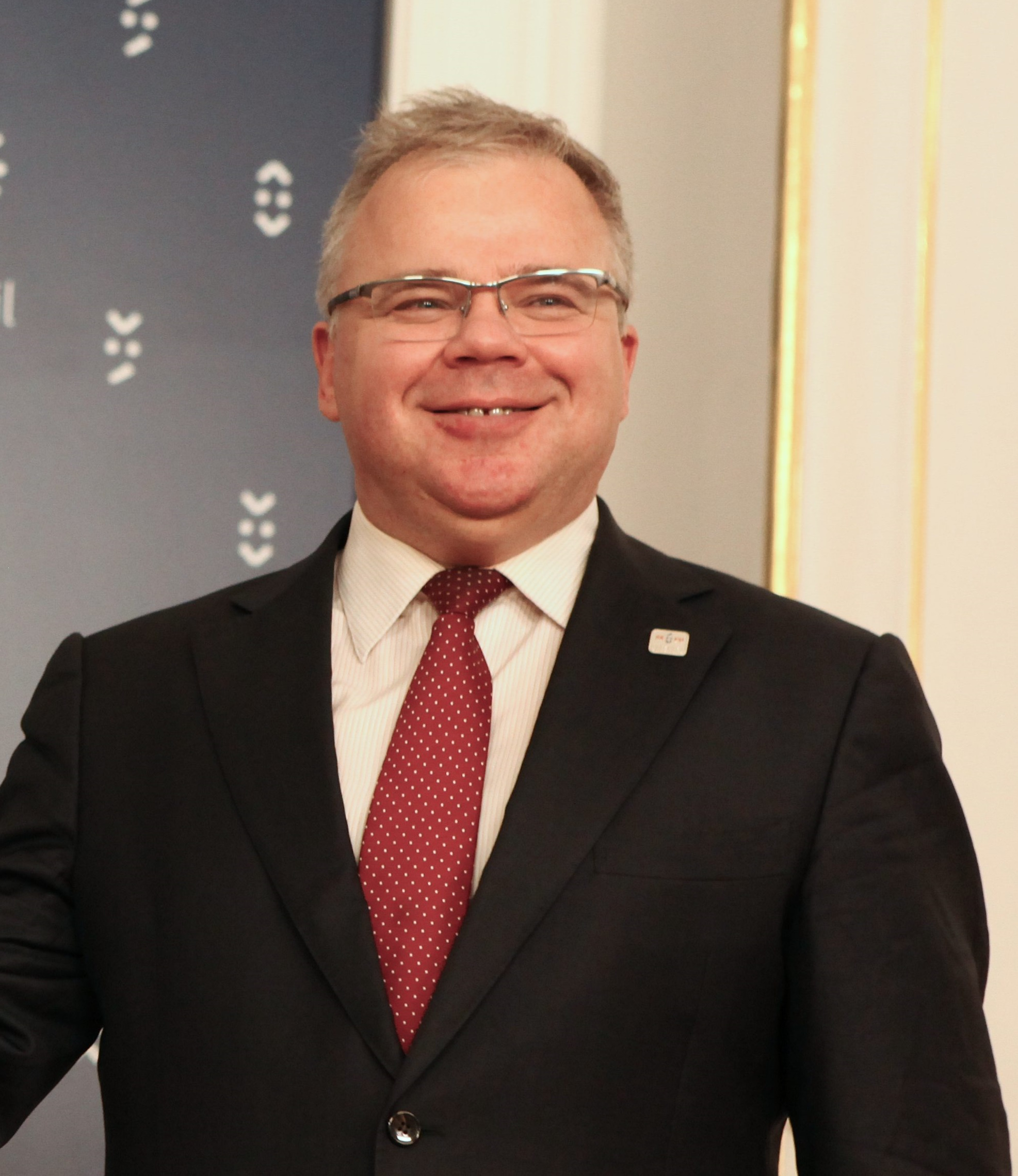
Aleksandras Spruogis, 2016

Aleksandras Spruogis (ursprünglich Prochorov, der neue Name nach seiner Frau Spruogytė; * 15. Juli 1963) ist ein litauischer Politiker, Vizeminister russischer Herkunft.

## Leben
Prochorov absolvierte ein Diplomstudium am Vilniaus inžinerinis statybos institutas und promovierte im Umweltingenieurwesen  an der Vilniaus Gedimino technikos universitetas. Er war Berater im Seimas. Ab 2003 arbeitete er im Umweltministerium Litauens, ab 2009 Ministerberater und danach Vizeminister (Stellvertreter von Gediminas Kazlauskas). Seit März 2013 ist er Vizeminister im Energieministerium Litauens, Stellvertreter von Minister Jaroslavas Neverovičius (* 1976). Seit Mai 2013 ist er Aufsichtsratsvorsitzender von AB „Litgrid“.
Er ist verheiratet.